# 小行星1030
小行星1030（1030 Vitja）是一颗围绕太阳公转的小行星。
該小行星以發現者弗拉基米爾·阿爾比茨基的姻親維克多·札斯拉夫斯基（Viktor Zaslavsky）命名。

## 参数
这颗小行星的绝对星等为10.30等，自转周期为5.7014小时。